# Mayrimunia
Mayrimunia — рід горобцеподібних птахів родини астрильдових (Estrildidae). Представники цього роду є ендеміками Нової Гвінеї. Раніше їх відносили до роду Мунія (Lonchura), однак за результатами молекулярно-генетичного дослідження 2020 року вони були переведені до відновленого роду Mayrimunia, названого на честь німецького біолога Ернста Майра.

## Види
Виділяють два види:
- Мунія новогвінейська (Mayrimunia tristissima)
- Мунія перлиста (Mayrimunia leucosticta)[7]